# Hippomelas parkeri
Hippomelas parkeri är en skalbaggsart som beskrevs av Nelson in Nelson och Charles L. Bellamy 1996. Hippomelas parkeri ingår i släktet Hippomelas och familjen praktbaggar. Inga underarter finns listade i Catalogue of Life.